# Chiromantis
Chiromantis  es un género de anfibios de la familia Rhacophoridae. Se distribuyen por el África subsahariana y la región indomalaya.

## Especies
Se reconocen las 18 siguientes según ASW:
- Chiromantis baladika[2] Riyanto & Kurniati, 2014
- Chiromantis cherrapunjiae (Roonwal & Kripalani, 1966)
- Chiromantis doriae (Boulenger, 1893)
- Chiromantis dudhwaensis (Ray, 1992)
- Chiromantis inexpectatus[3] Matsui, Shimada & Sudin, 2014
- Chiromantis kelleri Boettger, 1893
- Chiromantis marginis Chan, Grismer, Anuar, Quah, Grismer, Wood, Muin & Ahmad, 2011
- Chiromantis nauli[2] Riyanto & Kurniati, 2014
- Chiromantis nongkhorensis (Cochran, 1927)
- Chiromantis petersii Boulenger, 1882
- Chiromantis punctatus (Wilkinson, Win, Thin, Lwin, Shein & Tun, 2003)
- Chiromantis rufescens (Günther, 1869)
- Chiromantis samkosensis Grismer, Thy, Chav & Holden, 2007
- Chiromantis senapatiensis (Mathew & Sen, 2009)
- Chiromantis shyamrupus (Chanda & Ghosh, 1989)
- Chiromantis simus (Annandale, 1915)
- Chiromantis trilaksonoi[2] Riyanto & Kurniati, 2014
- Chiromantis xerampelina Peters, 1854